# Stefan Renold
Stefan Renold (* 10. Januar 1966) ist ein Schweizer Tischtennisspieler.

## Leben
Stefan Renold nahm an mehreren Welt- und Europameisterschaften teil.
Er gewann im Einzel viermal die nationale Schweizer Meisterschaft, dazu 16 Titel im Männer-Doppel, davon allein 11 zusammen mit Thierry Miller, sowie 9 Titel im Mixed, davon 7 zusammen mit seiner Frau Ilona Renold (geb. Knecht). Zurzeit spielt er zusammen mit seiner Frau Ilona Renold, die selber eine erfolgreiche Spielerin ist und in der Nationalmannschaft antrat, beim TTC Bremgarten.

## Erfolge
- 4-mal Schweizer Meister im Einzel (1983, 1987, 1990 und 1991)
- 16-mal Schweizer Meister im Doppel (1986, 1988–1995, 1997–2000, 2002, 2005 und 2008)
- 9-mal Schweizer Meister im Mixed (1984, 1989, 1994, 1998–2000, 2005, 2007 und 2009)

## Turnierergebnisse
| Verband | Veranstaltung     | Jahr | Ort        | Land | Einzel     | Doppel    | Mixed        | Team |
| ------- | ----------------- | ---- | ---------- | ---- | ---------- | --------- | ------------ | ---- |
| SUI     | Weltmeisterschaft | 1993 | Göteborg   | SWE  | Qual       | Qual      | Qual         | 47   |
| SUI     | Weltmeisterschaft | 1991 | Chiba City | JPN  | letzte 128 | letzte 64 | letzte 128   | 36   |
| SUI     | Weltmeisterschaft | 1989 | Dortmund   | FRG  | Qual       | Qual      | keine Teiln. | 34   |
| SUI     | Weltmeisterschaft | 1987 | New Delhi  | IND  | letzte 128 | letzte 64 | letzte 128   | 36   |
| SUI     | Weltmeisterschaft | 1985 | Göteborg   | SWE  | letzte 128 | Qual      | Qual         | 30   |
| SUI     | Weltmeisterschaft | 1983 | Tokio      | JPN  | letzte 128 | letzte 64 | Qual         | 29   |